# Sándor Kocsis
Sándor Kocsis Péter (21. září 1929 – 22. července 1979) byl maďarský fotbalista, člen tzv. Zlaté jedenáctky, legendárního reprezentačního mužstva Maďarska z první poloviny 50. let.
Hrával na pozici útočníka. Do dějin světového fotbalu se zapsal především jako nejlepší střelec mistrovství světa roku 1954, kde nastřílel 11 branek (jde o druhý nejvyšší počet po Just Fontainovi na MS 1958) a dostal se i do all-stars týmu turnaje. S maďarskou reprezentací na tomto šampionátu vybojoval stříbrnou medaili po finálové porážce 2:3 se Západním Německem. Zlato si přivezl z letních olympijských her roku 1952. V národním týmu dosáhl mimořádné bilance 68 odehraných utkání a 75 vstřelených gólů (z toho sedm hattricků). To činí průměr 1,103 na zápas, což je světový rekord (průměr nad 1,0 dosáhl již jen Gerd Müller s 1,097 góly na zápas v reprezentačním dresu). S FC Barcelona vyhrál v sezóně 1958/60 Veletržní pohár, předchůdce Evropské ligy. Je čtyřnásobným mistrem Maďarska, jednou s Ferencvárosem Budapešť (1949), třikrát s Honvédem Budapešť (1952, 1954, 1955), a dvounásobným mistrem Španělska s Barcelonou (1959, 1960). Za celou kariéru nastřílel 296 branek v 335 ligových zápasech.
Po maďarské revoluci roku 1956 emigroval do Španělska.